# Cliff Curtis
Clifford Vivian Devon Curtis, detto Cliff (Rotorua, 27 luglio 1968), è un attore neozelandese.

## Biografia
Nato e cresciuto a Rotorua, una città della Baia dell'Abbondanza (una regione neozelandese sita sull'Isola del Nord), in una famiglia numerosa d'etnia maori, è figlio di un ballerino dilettante ed ha otto fratelli. Si è sposato nel 2009 e ha quattro figli. Curtis è conosciuto, quantomeno nell'ambito del cinema statunitense, per il fatto d'aver spesso rivestito i panni di personaggi afferenti a una vasta gamma d'etnie, soprattutto latinoamericani, mediorientali e polinesiani. Parallelamente alla sua carriera cinematografica è un breakdancer professionista e spesso partecipa a gare di ballo rock and roll.

## Filmografia

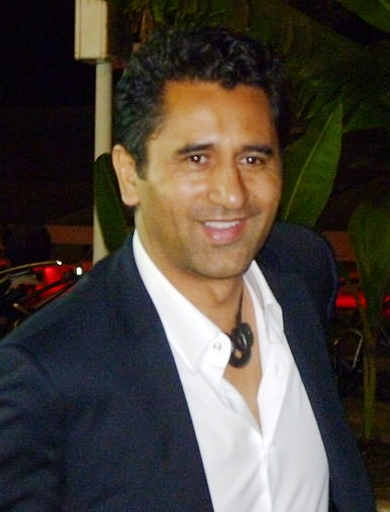
Cliff Curtis nel 2011

### Cinema
- Lezioni di piano (The Piano), regia di Jane Campion (1993)
- Desperate Remedies, regia di Stewart Main e Peter Wells (1993)
- Once Were Warriors - Una volta erano guerrieri (Once Were Warriors), regia di Lee Tamahori (1994)
- Rapa-Nui, regia di Kevin Reynolds (1994)
- Chicken, regia di Grant Lahood (1996)
- Mananui, regia di Poata Eruera (1996)
- Deep Rising - Presenze dal profondo (Deep Rising), regia di Stephen Sommers (1998)
- Sei giorni, sette notti (Six Days Seven Nights), regia di Ivan Reitman (1998)
- Virus, regia di John Bruno (1999)
- Three Kings, regia di David O. Russell (1999)
- Al di là della vita (Bringing Out the Dead), regia di Martin Scorsese (1999)
- Insider - Dietro la verità (The Insider) , regia di Michael Mann (1999)
- Jubilee, regia di Michael Hurst (2000)
- Blow, regia di Ted Demme (2001)
- Training Day, regia di Antoine Fuqua (2001)
- The Majestic, regia di Frank Darabont (2001)
- La ragazza delle balene (Whale Rider), regia di Niki Caro (2002)
- Danni collaterali (Collateral Damage), regia di Andrew Davis (2002)
- La giuria (Runaway Jury), regia di Gary Fleder (2003)
- Fracture, regia di Larry Parr (2004)
- Spooked, regia di Geoff Murphy (2004)
- Heinous Crime, regia di Taika Waititi (2004)
- The Pool, regia di Bill Giannakakis – cortometraggio (2005)
- River Queen, regia di Vincent Ward (2005)
- The Fountain - L'albero della vita (The Fountain), regia di Darren Aronofsky (2006)
- Sunshine, regia di Danny Boyle (2007)
- Il caso Thomas Crawford (Fracture), regia di Gregory Hoblit (2007)
- Die Hard - Vivere o morire (Live Free or Die Hard), regia di Len Wiseman (2007)
- 10.000 AC, regia di Roland Emmerich (2008)
- Crossing Over, regia di Wayne Kramer (2009)
- Push, regia di Paul McGuigan (2009)
- L'ultimo dominatore dell'aria (The Last Airbender), regia di M. Night Shyamalan (2010)
- Colombiana, regia di Olivier Megaton (2011)
- Una bugia di troppo (A Thousand Words), regia di Brian Robbins (2012)
- The Dark Horse, regia di James Napier (2014)
- Last Knights, regia di Kazuaki Kiriya (2015)
- Risorto (Risen), regia di Kevin Reynolds (2016)
- Shark - Il primo squalo (The Meg), regia di Jon Turteltaub (2018)
- Fast & Furious - Hobbs & Shaw (Fast & Furious Presents: Hobbs & Shaw), regia di David Leitch (2019)
- Doctor Sleep, regia di Mike Flanagan (2019)
- Frammenti dal passato - Reminiscence (Reminiscence), regia di Lisa Joy (2021)
- Avatar - La via dell'acqua (Avatar: The Way of Water), regia di James Cameron (2022)
- True Spirit, regia di Sarah Spillane (2023)
- Shark 2 - L'abisso (Meg 2: The Trench), regia di Ben Wheatley (2023)
- Last Breath, regia di Alex Parkinson (2025)
- Avatar - Fuoco e cenere (Avatar: Fire and Ash), regia di James Cameron (2025)

### Televisione
- Hercules nell'inferno degli dei (Hercules in the Underworld), regia di Bill L. Norton – film TV (1994)
- Hercules (The Legendary Journeys) - serie TV, episodio 1x06 (1995)
- City Life – serial TV, 4 puntate (1996)
- The Chosen – film TV (1998)
- Punto d'origine (Point of Origin), regia di Newton Thomas Sigel – film TV (2002)
- Traffic – miniserie TV, 3 episodi (2004)
- Trauma – serie TV, 20 episodi (2009-2010)
- Body of Proof – serie TV, episodi 2x03-2x07 (2011-2012)
- Missing – serie TV, 10 episodi (2012)
- Gang Related – serie TV, 13 episodi (2014)
- Fear the Walking Dead – serie TV, 21 episodi (2015-2017)
- Kaos – serie TV, 6 episodi (2024)

## Doppiatori italiani
Nelle versioni in italiano delle opere in cui ha recitato, Cliff Curtis è stato doppiato da:
- Pasquale Anselmo in Training Day, The Majestic, Punto d'origine, Push, Trauma, Fast & Furious - Hobbs & Shaw, Kaos
- Massimo De Ambrosis in Deep Rising - Presenze dal profondo, Virus, Sunshine, Risorto, Shark - Il primo squalo, Shark 2 - L'abisso
- Simone Mori in Il caso Thomas Crawford, Crossing Over, Frammenti del passato - Reminiscence, Avatar - La via dell'acqua
- Enrico Di Troia in Once Were Warriors - Una volta erano guerrieri, The Fountain - L'albero della vita
- Francesco Pannofino in Blow, Danni collaterali
- Alberto Angrisano in 10.000 A.C., Fear the Walking Dead
- Massimo Rossi in Missing, Gang Related
- Mino Caprio in Three Kings
- Antonio Palumbo in Al di là della vita
- Saverio Moriones in La giuria
- Francesco Prando in Die Hard - Vivere o morire
- Roberto Pedicini in L'ultimo dominatore dell'aria
- Vittorio De Angelis in Colombiana
- Luca Ward in Una bugia di troppo
- Luigi Ferraro in The Dark Horse
- Maurizio Reti in Hercules
- Andrea Lavagnino in Last Knights
- Dario Oppido in Doctor Sleep
- Stefano Alessandroni in True Spirit